# Wydział Studiów Społecznych w Gdańsku Wyższej Szkoły Bezpieczeństwa w Poznaniu
Filia (dawniej Wydział Studiów Społecznych) w Gdańsku Wyższej Szkoły Bezpieczeństwa w Poznaniu – jednostka Wyższej Szkoły Bezpieczeństwa w Poznaniu, powstała w Gdańsku w 2008 roku. Misją Uczelni jest propagowanie bezpieczeństwa publicznego i bezpieczeństwa człowieka, edukacja oparta na profesjonalnej wiedzy oraz kształcenie dla bezpieczeństwa. 

## Struktura
Początkowo filia funkcjonowała jako Wydział Zamiejscowy. Rok później przekształcono nazwę na Wydział Studiów Społecznych w Gdańsku. Obecnie jest to Filia w Gdańsku. Od początku istnienia filia kształci studentów na kierunku Pedagogika. Oprócz tego w Gdańsku można również studiować:  Bezpieczeństwo Wewnętrzne i Psychologię. Filia w Gdańsku prowadzi kształcenie na poziomie 3-letnich studiów licencjackich i studiów magisterskich, w systemie stacjonarnym i niestacjonarnym oraz na poziomie studiów podyplomowych. W ofercie są również kursy i szkolenia, zarówno dla osób prywatnych, jak i instytucji oraz zakładów pracy.

## Podstawowe informacje
Filia Wyższej Szkoły Bezpieczeństwa w Gdańsku prowadzi nabór na studia licencjackie, magisterskie i podyplomowe. Uczelnia kształci w systemie stacjonarnym i niestacjonarnym.
- Kierunki studiów licencjackich:
  - Bezpieczeństwo Morskie
  - Bezpieczeństwo Wewnętrzne (studia I i II stopnia)
  - Bezpieczeństwo Zdrowotne
  - Psychologia
  - Pedagogika
- Kierunki studiów podyplomowych, m.in.:
  - Zarządzanie kryzysowe
  - Detektywistyka i wywiad gospodarczy
  - Socjoterapia pedagogiczna
  - Agent celny
  - Kryminalistyka i metody zwalczania przestępczości
  - Resocjalizacja z profilaktyką i terapią uzależnień
  - Negocjacje kryzysowe i policyjne
  - Terapia zajęciowa
  - Edukacja i rewalidacja osób niepełnosprawnych, w tym osób z autyzmem i zespołem Aspergera
  - Edukacja i rewalidacja osób z niepełnosprawnością intelektualną - -ligofrenopedagogika
  - Asystent osoby niepełnosprawnej i starszej
  - Zarządzanie BHP